# Douglas (rzeka)
Douglas – rzeka w Wielkiej Brytanii, w Anglii, przepływająca przez hrabstwa Wielki Manchester i Lancashire. Nad rzeką leży m.in. miasto Wigan. Uchodzi do Ribble, a jej głównymi dopływami są Yarrow i Tawd.